# Filosofia latinoamericana
Il termine filosofia latinoamericana fa riferimento ad un progetto filosofico che propone una contestualizzazione della riflessione filosofica sorta e sviluppatasi nell'ambito latinoamericano, riferendosi all'ampio insieme di correnti filosofiche diffusesi nei differenti paesi dell'America Latina. Si tratta del progetto di una filosofia che nasce in ambito latinoamericano e che rivolge la propria riflessione alle sue problematiche e situazioni più peculiari. Conviene, pertanto, distinguere tra la "Filosofia ofia Latinoamericana".

## Storia
Il progetto mirante ad elaborare una propria filosofia, ancorata nelle problematiche e nella realtà latinoamericana, si sviluppò nel secolo XX secondo tre linee di ricerca: 1) quella ontologica. chiamata anche "americanismo filosofico", che riflette sull'identità nazionale o continentale; 2) quella storicista, che tenta di giungere ad una comprensione filosofica della storia latinoamericana e alla formulazione di una storie delle idee in tale continente; 3) quella liberazionista, più conosciuta col nome di "filosofia della liberazione", che prende in esame le condizioni necessarie alla realizzazione dell'emancipazione politica, economica e culturale dei popoli latinoamericani.

## La linea ontologica
Il sorgere della prima linea tematica, chiamata anche "americanismo filosofico" può essere collocato negli anni '30 del secolo XX in Messico, come frutto del clima nazionalista generato dalla rivoluzione messicana. La rivoluzione del 1910, caratterizzantesi come nazionalista, antimperialista e antioligarchica, promosse, in Messico, la riflessione sull'essere del messicano e del latinoamericano, che trovò forma in una serie di saggi come, per esempio, La raza cósmica. Misión de la raza Iberoamericana (1925) e Indología: una interpretación de la cultura iberoamericana (1926), entrambi scritti da José Vasconcelos. È, però, il libro di Samuel Ramos, El perfil del hombre y la cultura en México (1934), il testo in cui è possibile riscontrare una prima chiara configurazione del progetto di una filosofia "del messicano". Risulta anche di massimo interesse il costituirsi del Grupo Hiperión, formato da filosofi come Emilio Uranga, Jorge Portilla, Luis Villoro. Tra le loro opere bisogna segnalare quella di Uranga, Análisis del ser mexicano (1952).
Iniziando, dunque, dal Messico, l'"americanismo filosofico", estendendo la propria influenza per circa quattro decadi (1930-1970),  generò il fiorire di una serie di opere in tutto il continente. Tra queste vanno ricordate:  La seducción de la barbarie. Análisis herético de un continente mestizo (1953) e América profunda (1962) dell'argentino Rodolfo Kusch; América Bifronte. Ensayo de ontología y filosofía de la historia (1961) di argentino Alberto Caturelli, anch'egli argentino; Pueblo continente (1937) del peruviano Antenor Orrego; El problema de América (1959) del venezuelano Ernesto Maíz Vallenilla; El sentimiento de lo humano en América (1951) del cileno Félix Schwartzmann; La invención de América. Investigación acerca de la estructura histórica del nuevo mundo y del sentido de su devenir (1958) del messicano Edmundo O'Gorman e La filosofía de lo mexicano (1960) di Abelardo Villegas. Tutte queste opere produssero un interessante dibattito in tutto il continente riguardo all'esistenza, o meno, di una filosofia autenticamente latinoamericana, dato riscontrabile in testi successivi quali Filosofía argentina (1940) di Alejandro Korn; Sobre la filosofía en Iberoamérica (1940) di Francisco Romero; ¿Hay una filosofía iberoamericana? (1948) di Rizieri Frondizi; ¿Cuáles son los grandes temas de la filosofía latinoamericana? (1958) di Victoria Caturla de Bru; El problema de la filosofía hispánica (1961) di Eduardo Nicol; Filosofía española en América (1967) di José Luis Abellán e La filosofía Iberoamericana (1968) di Francisco Larroyo.

## La linea storicista
Questa seconda ramificazione nasce sempre in Messico e, inizialmente, riceve l'influenza del pensatore spagnolo José Ortega y Gasset attraverso l'opera e l'insegnamento del suo discepolo José Gaos che si trasferisce in Messico alla fine degli anni trenta in qualità di rifugiato a causa della guerra civile spagnola. Adottando la tesi storicista del suo maestro, Gaos delinea un progetto di ricostruzione della storia delle idee come base per l'elaborazione di una Filosofía en lengua española, titolo di un suo importante volume pubblicato nel 1945. Non v'è, però, dubbio che la più importante figura dello storicismo latinoamericano sia Leopoldo Zea, discepolo diretto di Gaos. Zea Propone e sviluppa una riflessione sistematica sulla storia delle idee nel continente latinoamericano concepita come presupposto indispensabile per il nascere di una propria originale riflessione filosofica. A partire dal suo El positivismo en México (1943), passando per América en la historia (1957), El pensamiento latinoamericano (1965) e Dialéctica de la conciencia americana (1976), fino alla Filosofía de la historia americana (1978), Zea percorre un cammino che lo rende uno dei più importanti promotori del possibile progetto di una filosofia latinoamericana.
L'opera di Zea promosse le riflessioni di altri pensatori, tra i quali vale la pena segnalarne particolarmente quattro: l'uruguayo Arturo Ardao, il peruviano Francisco Miró Quesada e gli argentini Arturo Andrés Roig e Horacio Cerutti Guldberg. Il contributo di questi autori si configura, nello specifico, come una riflessione metodologica sul problema della storia delle idee. Di Ardao va ricordato il saggio Historia y evolución de las ideas filosóficas en América Latina (1979) e di Miró Quesada, Despertar y proyecto del filosofar latinoamericano (1974) e Proyecto y realización del filosofar latinoamericano (1981). Roig ha elaborato una straordinaria riflessione nelle opere Teoría y crítica del pensamiento latinoamericano (1981) e Rostro y filosofía en América Latina (1994); infine Horacio Cerutti, già noto per le sue critiche al progetto di una filosofia della liberazione, ha pubblicato delle importanti riflessioni in Hacia una metodología de la historia de las ideas (filosóficas) en América Latina (1986) e Filosofar desde nuestra América (2000).
L'eredità della latinoamericana storia delle idee è riscontrabile in molti autori di paesi del continente latinoamericano: in Uruguay, Yamandú Acosta; in Argentina, Hugo Biagini, Adriana Arpini, Clara Alicia Jalif de Bertanou e Dina Picotti; in Brasile, Joao Cruz Costa; in Perú, David Sobrevilla; in Venezuela, Carmen Bohórquez e Javier Sasso; a Cuba, Pablo Guadarrama; in Colombia è stata molto importante la creazione, nel 1977, del Grupo de Bogotá da parte di alcuni professori della Universidad de Santo Tomás; in Messico va sottolineato l'opera di Mario Magallón del Centro de Estudios Latinoamericanos della UNAM; in Spagna va ricordata l'opera di José Luis Abellán, e negli Stati Uniti quella di Jorge Gracia, Ofelia Schutte e José Luis Gómez Martínez; in Italia vanno sicuramente prese in considerazione le ricerche di Pio Colonnello, Giuseppe Cacciatore.

## La linea liberazionista
Mentre le due linee precedenti si sviluppano nel Nord del continente latinoamericano, in Messico, la filosofia della liberazione nasce al Sud, in Argentina, dove, all'inizio degni anni '70 inizià a prendere vita un movimento filosofico che si interessava delle preoccupazioni espresse da altri settori del mondo intellettuale latinoamericano, quali la sociologia della dipendenza, la teologia della liberazione e la psicologia della liberazione. Antecedente fondamentale per tale linea fu la pubblicazione, nel 1968, del libro ¿Existe una filosofía de nuestra América? da parte di Augusto Salazar Bondy, volume nel quale si dichiarava che l'autenticità di un pensiero latinoamericano sarebbe stata raggiunta solo quando questo di configurerà come autocoscienza della situazione di alienazione e dipendenza nella quale versava il continente.
In seguito, il II Congreso Nacional de filosofía tenutosi nella città di Córdoba (1972) e la pubblicazione, nello stesso anno, del libro Hacia una filosofía de la liberación latinoamericana, sono i momenti che danno il via al costituirsi del pensiero della liberazione. In questi eventi appaiono le figure iniziali del movimento: Enrique Dussel, Mario Casalla, Carlos Cullen, Horacio Cerutti, Julio de Zan, Daniel Guillot, Juan Carlos Scannone e Oswaldo Ardiles, filosofi di differenti provenienze e orientamenti accomunati dalla necessità di elaborare una filosofia impegnata nei processi di emancipazione politica, sociale e culturale riguardanti l'America Latina.
La persecuzione messa in atto dalla feroce dittatura militare argentina generò l'esodo massivo dei filosofi della liberazione che si prolungò fino alla metà degli anni '70. Colui che sarebbe divenuto la grande figura del movimento, si stabilì in Messico: Enrique Dussel. Lì scriverà il suo manifesto programmatico Filosofía de la Liberación (1973) e sempre da lì inizierà il diffondersi del movimento in tutto il continente. In Messico ancora verrà firmata la celebre "Declaración de Morelia" sottoscritta da filosofi appartenenti alle tre linee di ricerca citate: Abelardo Villegas, Leopoldo Zea, Francisco Miró Quesada, Arturo Andrés Roig y Enrique Dussel. L'instancabile e prolifica attività di Dussel - comparabile solo con quella di Zea - ha reso la filosofia della liberazione un movimento conosciuto in tutto il mondo. Da ricordare solo i dibattiti intrapresi, negli anni '90, con filosofi del calibro di Karl Otto Apel, Richard Rorty, Paul Ricœur, Gianni Vattimo. Tra le numerose opere di Dussel vanno ricordate in maniera particolare: Filosofía ética latinoamericana (1973), Método para una filosofía de la liberación (1974), Introducción a la filosofía de la liberación (1977), 1492: el encubrimiento del otro. Hacia el origen del mito de la modernidad (1992), Ética de la liberación en la edad de la globalización y la exclusión (1998) y Política de la liberación (2008).
La filosofia della liberazione ha trovato una buona accoglienza in vari paesi: in Brasile va ricordata l'opera di Hugo Assman, Roberto Gomes e Sirio López Velasco; in Colombia quella di Jaime Rubio Angulo y Germán Marquínez Argote;  in Costa Rica l'importante contributo di Franz Hinkelammert, originale pensatore tedesco conosciuto per le sue opere Crítica de la razón utópica (1984), La fe de Abraham y el Edipo occidental (1990) e El grito del sujeto (1998); in Bolivia l'opera di Juan José Bautista, discepulo de Dussel e Hinkelammert. In Europa un importante pensatore che si è dedicato alla filosofia della liberazione è Hans Schelkshorn e, negli Stati Uniti, Eduardo Mendieta e Linda Martin Alcoff.

## Tendenze attuali
L'eredità della filosofia latinoamericana, agli inizi del secolo XXI ha subito una particolare trasformazione ad opera di tre pensatori: il cubano Raúl Fornet Betancourt, l'ecuadoriano Bolívar Echeverría e il colombiano Santiago Castro-Gómez.
Fornet Bentancourt propone un "giro intercultural" della filosofia della liberazione che la converta in un metodo per la realizzazione di un possibile dialogo tra le differenti tradizioni filosofiche. L'opera di Echeverría può essere classificata come un prolungamento critico della linea ontologica intesa come filosofia della cultura, soprattutto in quei testi nei quali realizza una caratterizzazione dell'"ethos barroco" dell'America Latina concepito come alternativa  alla razionalità capitalista della modernità europea. Infine, Castro-Gómez si presenta come erede della linea storicista, ripensata, però a partire dall'idea foucaultiana di genealogia e dagli studi postcoloniali latinoamericani. Di Fornet Betancourt va segnalato il libro Crítica intercultural de la filosofía latinoamericana actual (2004), di Echeverría La modernidad de lo barroco (1998) e di Castro-Gómez Crítica de la razón latinoamericana (1996) e La hybris del punto cero (2005).
Come parte di una diversa corrente filosofica contemporanea, il filosofo colombiano Darío Botero Uribe ha postulato le sue idee di pensiero attraverso quello che ha chiamato Vitalismo Cosmico. Questo pensiero indica che la filosofia non dovrebbe concentrarsi su aspetti quotidiani come l'economia o la politica; l'approccio filosofico deve invece concentrarsi sulla vita stessa delle persone e degli esseri viventi che le circondano. Tra le sue opere principali ci sono Manifiesto del pensamiento latinoamericano (1999), Vitalismo Cósmico (2002) e Teoría social del derecho (2005), solo per citarne alcuni.